# Liste des mammifères à l'île Jan Mayen
Pour des articles plus généraux, voir Liste des mammifères en Norvège et Faune à l'île Jan Mayen.

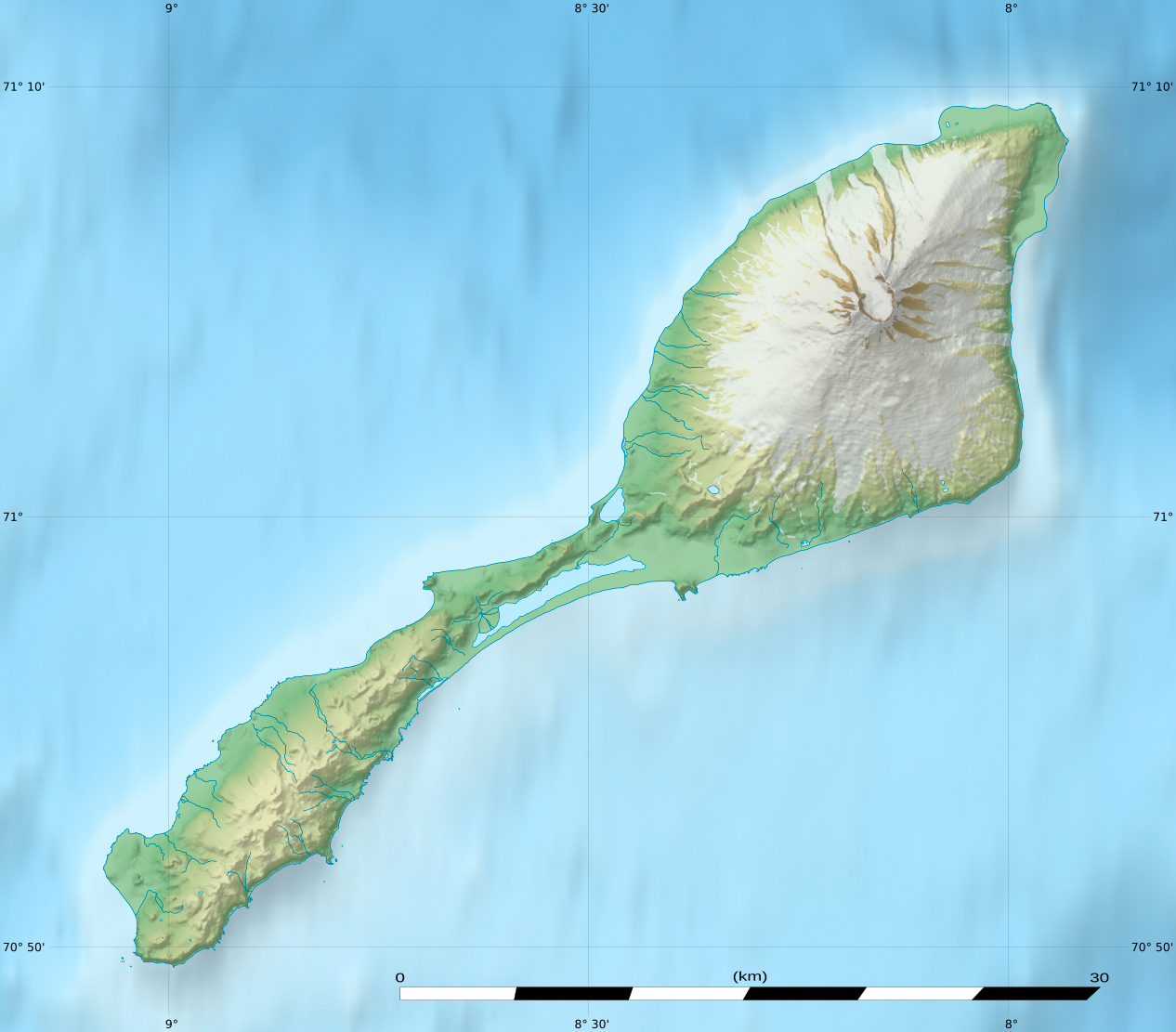
Carte topographique de l'île Jan Mayen.

Localisation de l'île Jan Mayen en Norvège.

Cette liste commentée recense la mammalofaune à l'île Jan Mayen. Elle répertorie les espèces de mammifères actuels de cette île et celles qui ont été récemment classifiées comme éteintes (à partir de l'Holocène, depuis donc 11 700 ans av. J.‑C.). Cette liste comporte 18 espèces réparties en trois ordres et dix familles, dont trois sont « en danger », deux sont « vulnérables » et deux autres ont des « données insuffisantes » pour être classées (selon les critères de la liste rouge de l'UICN au niveau mondial).
Elle ne contient aucune espèce introduite sur ce territoire. Il peut contenir aussi dans cette liste des animaux non reconnus par la liste rouge de l'UICN (aucun mammifère ici) et ils sont classés en « non évalué » : cela étant dû notamment au manque de données et à des espèces domestiques, disparues ou éteintes avant le XVIe siècle. Il n'existe pas à l'île Jan Mayen d'espèces et de sous-espèces de mammifères endémiques.

## Statuts de la liste rouge de l'UICN
Les statuts de conservation utilisés par la liste rouge de l'UICN mondiale sont :
| (EX) | Éteint                  | Il n'y a pas le moindre doute sur le fait que le dernier spécimen recensé est mort.                                                                   |
| (EW) | Éteint à l'état sauvage | L'espèce est connue uniquement en captivité ou en tant que population naturalisée bien en dehors de son ancienne aire de répartition.                 |
| (CR) | En danger critique      | L'espèce risque prochainement de s'éteindre à l'état sauvage.                                                                                         |
| (EN) | En danger               | L'espèce fait face à un très gros risque d'extinction à l'état sauvage.                                                                               |
| (VU) | Vulnérable              | L'espèce fait face à un gros risque d'extinction à l'état sauvage.                                                                                    |
| (NT) | Quasi menacé            | L'espèce ne satisfait pas un ou plusieurs des critères prévus qui permettraient de la catégoriser, mais pourrait risquer de s'éteindre dans le futur. |
| (LC) | Préoccupation mineure   | Il n'y a pas de risque identifiable pour l'espèce. |
| (DD) | Données insuffisantes   | Il n'y a pas d'information adéquate qui permettraient de faire une évaluation des risques pour cette espèce.                                          |
| (NE) | Non évalué              | L'espèce n'a pas encore été confrontée aux critères précédents, n'est pas reconnue par l'UICN ou bien s'est éteinte avant le XVIe siècle.             |

## Ordre:Primates

### Famille:Hominidés
| Nom binominal, nom vulgaire et citation d'auteurs | Nom vulgaire norvégien (langue utilisée à l'île Jan Mayen) | Origine et statut à l'île Jan Mayen | Aire de répartition                    | Statut UICN mondial | Image         |
| ------------------------------------------------- | ---------------------------------------------------------- | ----------------------------------- | -------------------------------------- | ------------------- | ------------- |
| Homo sapiens (Homme moderne) Linnaeus, 1758       | Menneske                                                   | Allochtone,                         | Aire de répartition de l'Homme moderne | [ 3 ]               | Homme moderne |

## Ordre:Cétacés

### Famille:Balænidés
| Nom binominal, nom vulgaire et citation d'auteurs        | Nom vulgaire norvégien (langue utilisée à l'île Jan Mayen) | Origine et statut à l'île Jan Mayen | Aire de répartition                            | Statut UICN mondial | Image                |
| -------------------------------------------------------- | ---------------------------------------------------------- | ----------------------------------- | ---------------------------------------------- | ------------------- | -------------------- |
| Balaena mysticetus (Baleine du Groenland) Linnaeus, 1758 | Grønlandshval                                              | Autochtone,                         | Aire de répartition de la Baleine du Groenland | [ 5 ]               | Baleine du Groenland |

### Famille:Balænoptéridés
| Nom binominal, nom vulgaire et citation d'auteurs            | Nom vulgaire norvégien (langue utilisée à l'île Jan Mayen) | Origine et statut à l'île Jan Mayen | Aire de répartition                        | Statut UICN mondial | Image            |
| ------------------------------------------------------------ | ---------------------------------------------------------- | ----------------------------------- | ------------------------------------------ | ------------------- | ---------------- |
| Balaenoptera acutorostrata (Baleine de Minke) Lacépède, 1804 | Vågehval                                                   | Autochtone                          | Aire de répartition de la Baleine de Minke | [ 7 ]               | Baleine de Minke |
| Balaenoptera borealis (Rorqual boréal) Lesson, 1828          | Seihval                                                    | Autochtone                          | Aire de répartition du Rorqual boréal      | [ 9 ]               | Rorqual boréal   |
| Balaenoptera musculus (Rorqual bleu) (Linnaeus, 1758)        | Blåhval                                                    | Autochtone                          | Aire de répartition du Rorqual bleu        | [ 11 ]              | Rorqual bleu     |
| Balaenoptera physalus (Rorqual commun) (Linnaeus, 1758)      | Finnhval                                                   | Autochtone                          | Aire de répartition du Rorqual commun      | [ 13 ]              | Rorqual commun   |
| Megaptera novaeangliae (Baleine à bosse) (Borowski, 1781)    | Knølhval                                                   | Autochtone                          | Aire de répartition de la Baleine à bosse  | [ 14 ]              | Baleine à bosse  |

### Famille:Delphinidés
| Nom binominal, nom vulgaire et citation d'auteurs                      | Nom vulgaire norvégien (langue utilisée à l'île Jan Mayen) | Origine et statut à l'île Jan Mayen | Aire de répartition                                 | Statut UICN mondial | Image                        |
| ---------------------------------------------------------------------- | ---------------------------------------------------------- | ----------------------------------- | --------------------------------------------------- | ------------------- | ---------------------------- |
| Orcinus orca (Orque) (Linnaeus, 1758)                                  | Spekkhogger                                                | Autochtone                          | Aire de répartition de l'Orque                      | [ 16 ]              | Orque                        |
| Lagenorhynchus albirostris (Lagénorhynque à rostre blanc) (Gray, 1846) | Kvitnos                                                    | Autochtone                          | Aire de répartition du Lagénorhynque à rostre blanc | [ 18 ]              | Lagénorhynque à rostre blanc |

### Famille:Phocœnidés
| Nom binominal, nom vulgaire et citation d'auteurs    | Nom vulgaire norvégien (langue utilisée à l'île Jan Mayen) | Origine et statut à l'île Jan Mayen | Aire de répartition                    | Statut UICN mondial | Image           |
| ---------------------------------------------------- | ---------------------------------------------------------- | ----------------------------------- | -------------------------------------- | ------------------- | --------------- |
| Phocoena phocoena (Marsouin commun) (Linnaeus, 1758) | Vanlig nise                                                | Autochtone                          | Aire de répartition du Marsouin commun | [ 20 ]              | Marsouin commun |

### Famille:Ziphiidés
| Nom binominal, nom vulgaire et citation d'auteurs        | Nom vulgaire norvégien (langue utilisée à l'île Jan Mayen) | Origine et statut à l'île Jan Mayen | Aire de répartition                     | Statut UICN mondial | Image            |
| -------------------------------------------------------- | ---------------------------------------------------------- | ----------------------------------- | --------------------------------------- | ------------------- | ---------------- |
| Hyperoodon ampullatus (Hypérodon boréal) (Forster, 1770) | Nordlig nebbhval                                           | Autochtone                          | Aire de répartition du Hypérodon boréal | [ 22 ]              | Hypérodon boréal |

## Ordre:Carnivores

### Famille:Canidés
| Nom binominal, nom vulgaire et citation d'auteurs | Nom vulgaire norvégien (langue utilisée à l'île Jan Mayen) | Origine et statut à l'île Jan Mayen | Aire de répartition                   | Statut UICN mondial | Image          |
| ------------------------------------------------- | ---------------------------------------------------------- | ----------------------------------- | ------------------------------------- | ------------------- | -------------- |
| Vulpes lagopus (Renard polaire) Linnaeus, 1758    | Fjellrev                                                   | Autochtone (Disparu),               | Aire de répartition du Renard polaire | [ 24 ]              | Renard polaire |

### Famille:Ursidés
| Nom binominal, nom vulgaire et citation d'auteurs | Nom vulgaire norvégien (langue utilisée à l'île Jan Mayen) | Origine et statut à l'île Jan Mayen | Aire de répartition                 | Statut UICN mondial | Image      |
| ------------------------------------------------- | ---------------------------------------------------------- | ----------------------------------- | ----------------------------------- | ------------------- | ---------- |
| Ursus maritimus (Ours blanc) Phipps, 1774         | Isbjørn                                                    | Autochtone (Disparu)                | Aire de répartition de l'Ours blanc | [ 25 ]              | Ours blanc |

### Famille:Odobénidés
| Nom binominal, nom vulgaire et citation d'auteurs | Nom vulgaire norvégien (langue utilisée à l'île Jan Mayen) | Origine et statut à l'île Jan Mayen | Aire de répartition          | Statut UICN mondial | Image |
| ------------------------------------------------- | ---------------------------------------------------------- | ----------------------------------- | ---------------------------- | ------------------- | ----- |
| Odobenus rosmarus (Morse) (Linnaeus, 1758)        | Hvalross                                                   | Autochtone                          | Aire de répartition du Morse | [ 27 ]              | Morse |

### Famille:Phocidés
| Nom binominal, nom vulgaire et citation d'auteurs               | Nom vulgaire norvégien (langue utilisée à l'île Jan Mayen) | Origine et statut à l'île Jan Mayen | Aire de répartition                        | Statut UICN mondial | Image               |
| --------------------------------------------------------------- | ---------------------------------------------------------- | ----------------------------------- | ------------------------------------------ | ------------------- | ------------------- |
| Erignathus barbatus (Phoque barbu) (Erxleben, 1777)             | Storkobbe                                                  | Autochtone                          | Aire de répartition du Phoque barbu        | [ 29 ]              | Phoque barbu        |
| Cystophora cristata (Phoque à capuchon) (Erxleben, 1777)        | Klappmyss                                                  | Autochtone                          | Aire de répartition du Phoque à capuchon   | [ 31 ]              | Phoque à capuchon   |
| Pagophilus groenlandicus (Phoque du Groenland) (Erxleben, 1777) | Grønlandssel                                               | Autochtone                          | Aire de répartition du Phoque du Groenland | [ 32 ]              | Phoque du Groenland |
| Pusa hispida (Phoque annelé) (Schreber, 1775)                   | Ringsel                                                    | Autochtone                          | Aire de répartition du Phoque annelé       | [ 34 ]              | Phoque annelé       |